# Morlockia atlantida
Morlockia atlantida  (лат.) — вид ракообразных из семейства Morlockiidae класса ремипедии.

## Распространение
Остров Лансароте (Канарские острова, к западу от Африки) подводный вулканический туннель (пещера) Tunnel de la Atlantida.

## Описание
Из всех раообразных только у ремипедий достоврен описаны ядовитые железы. Morlockia atlantida имеют в длину приблизительно 20 мм. Как и у большинства других ремипедий, у представителей этого вида нет глаз; они являются гермафродитами. Их длинные антенны на голове и сенсорные волоски, разбросанные по всему телу, позволяют лучше ориентироваться в тёмных туннелях. Новый вид морфологически сходен с Speleonectes ondinae, обнаруженным здесь же в 1985, но сравнение молекул ДНК подтвердило видовые отличия.